# Sunnyland
Sunnyland è il sesto album in studio del gruppo musicale statunitense Mayday Parade, pubblicato il 15 giugno 2018.

## Tracce
1. Never Sure – 3:54
2. It's Hard to Be Religious When Certain People Are Never Incinerated by Bolts of Lightning – 3:22
3. Piece of Your Heart – 3:39
4. Is Nowhere – 3:51
5. Take My Breath Away – 3:55
6. Stay the Same – 3:21
7. How Do You Like Me Now – 3:29
8. Where You Are – 3:48
9. If I Were You – 4:06
10. Satellite – 4:03
11. Looks Red, Tastes Blue – 4:14
12. Always Leaving – 3:41
13. Sunnyland – 3:53

Durata totale: 49:16
Sunnyland B-sides
1. It's Hard to Be Religious When Certain People Are Never Incinerated by Bolts of Lightning (acoustic) – 3:29
2. Turn My Back – 3:33

## Formazione
Formazione come da libretto.
Mayday Parade
- Jake Bundrick – batteria, voce
- Jeremy Lenzo – basso, voce
- Derek Sanders – voce solista, tastiere
- Alex Garcia – chitarra solista
- Brooks Betts – chitarra ritmica

Produzione
- Chris Lord-Alge – mixaggio
- Nik Harpen – assistente al mixaggio
- Rafal Smolen – assistente al mixaggio
- Adam Chagnon – ingegnere del suono
- Ted Jensen – mastering

## Classifiche
| Classifica (2018) | Massima posizione |
| ----------------- | ----------------- |
| Australia         | 91                |
| Nuova Zelanda     | 8                 |
| Stati Uniti       | 7                 |